# Mirko Kuhel
Mirko Kuhel, slovenski pisatelj, publicist in prevajalec, * 8. november 1904, Kostanjevica na Krki, † 29. junij 1958, Cleveland.

## Življenjepis
Kuhel je v Ljubljani končal tri razrede gimnazije in se leta 1920 odselil v ZDA. Po prihodu v novo domovino se je vključil v Slovensko svobodomiselno podporno zvezo in bil po njeni priključitvi k Slovenski narodni podporni jednoti dejaven pri kulturnih društvih v Clevelandu. Med drugo svetovno vojno je sodeloval z L. Adamičem pri pomoči matični domovini.

## Literarno delo
Kuhel je prvi, ki je v angleščino prevedel Prešernovi pesnitvi Krst pri Savici in Povodni mož. Prevajal pa je tudi iz angleščine v slovenščino. Tako je v Prosveti objavil prevode pesmi E.A.Poeja Krokar in H.W.Longfellowa Božični zvonovi.
Leta 1945 je Kuhel v Chicagu izdal monografijsko publikacijo Slovenija v borbi za svobodo (COBISS)